# Estadio Luis Carlos Galán Sarmiento
El Estadio Luis Carlos Galán Sarmiento es un estadio de fútbol ubicado en el municipio de Soacha (Cundinamarca), albergó durante su paso por Segunda División a varios equipos del fútbol profesional colombiano.
El escenario debe su nombre al dirigente político Luis Carlos Galán Sarmiento, asesinado en 1989 cuando lideraba las encuestas para ganar las elecciones presidenciales de 1990. Fue inaugurado un año después en un sitio cercano a la plaza principal de Soacha, donde tuvo lugar el asesinato.

## Historia
Antes fue sede de los desaparecidos Unión Soacha, que jugó la Categoría Primera B de 1999 a 2002 y Futugrama Fútbol Club, que participó de la Primera C. El estadio tuvo como propietario a Eléctricos y Ferretería La Mundial S.D.; luego, la empresa lo vende a la Alcaldía de Soacha.[cita requerida]
En este estadio jugaron su primer partido por Primera B en 1993 Academia Bogotana y Lanceros Boyacá.[cita requerida]
Independiente Santa Fe jugó en 1990 por Primera A frente a Independiente Medellín, en 2011 jugó partidos de Copa Colombia.[cita requerida]
Este estadio sirvió de sede temporal a La Equidad antes de lograr su ascenso a la Categoría Primera A en la temporada 2007 y también del Bogotá Fútbol Club, equipo de la Categoría Primera B, antes de que cada uno se trasladara a su sede definitiva, el remodelado Estadio Metropolitano de Techo y el Estadio Alfonso López de la Ciudad Universitaria, respectivamente. Allí también actuaron Millonarios y Santa Fe las primeras dos fechas del torneo del año 2000, mientras se remodelaba el Estadio El Campín y en otras ocasiones más cuando este estuvo suspendido. Así mismo, sus equipos de reserva o categorías inferiores a veces han usado este escenario.[cita requerida]
El estadio fue la sede del torneo de fútbol de los Juegos Deportivos Nacionales realizados en Bogotá en 2004, razón por la cual fue remodelado para esa fecha.
Entre las temporadas 2008 y 2009, fue la sede de los partidos como local de Atlético Juventud Soacha, conjunto de la Primera B del fútbol colombiano. Para el 2010, el club se marchó a Girardot.
En 2011 regresa el fútbol profesional Colombiano al estadio con la llegada de Expreso Rojo, también de la Primera B.
En 2015 se jugó un partido de Copa Colombia entre Patriotas Boyacá y Deportes Tolima en la ronda de octavos de final.[cita requerida]
Para 2016, el Tigres Fútbol Club escoge a Soacha como sede luego de no concretarse la ida a Zipaquirá, conquistando durante la temporada el ascenso a Primera División.
En 2017, debido a que el escenario no esta adecuado para recibir partidos de Primera A, el equipo de Tigres se trasladó de Soacha a Bogotá para jugar sus partidos de local en el Estadio Metropolitano de Techo, dejando de representar al municipio de forma definitiva.
En 2023 llegó a jugar sus partidos como local en la Primera B el naciente club Real Soacha Cundinamarca, antiguo Valledupar F. C. Por ello, el alcalde Juan Carlos Saldarriaga, avaló las obras de remodelación general del estadio y su terreno de juego con un costo de aproximadamente 4.000 millones de pesos, llegando a actuar únicamente durante seis meses en este escenario.